# غوردون أتكينسون
غوردون أتكينسون (بالإنجليزية: Gordon Atkinson)‏ هو سياسي أسترالي، ولد في 14 أبريل 1941 في جيرالدتون في أستراليا، وتوفي في 4 أغسطس 1984 في نورثام في أستراليا. حزبياً، نشط في الحزب الليبرالي الأسترالي. وقد انتخب Member of the Western Australian Legislative Council ‏ عن دائرة Central Province (Western Australia) ‏ (22 مايو 1983 – 4 أغسطس 1984).